# Аксумла (река)
Аксумла — река в Нурлатском районе Татарстана, левый приток Большого Черемшана.
Длина река — 13 км, водосборная площадь — 97,8 км². Берёт начало к юго-западу от деревни Осиновка. В верхней половине течёт на северо-северо-восток через Осиновку и Ерепкино до села Егоркино, далее течёт на северо-северо-запад, разделяясь на рукава. Впадает в Большой Черемшан в 147,2 км от его устья, в селе Караульная Гора.
Крупнейший приток — Тарн-Вар (правый, впадает в селе Егоркино).
В бассейне реки частично расположен город Нурлат.

## Гидрология
Река со смешанным питанием, преимущественно снеговым. Замерзает в первой декаде ноября, половодье обычно в конце марта. Летом обычно пересыхает, образуя цепочку озёр.
Территория бассейна практически безлесная, густота речной сети — 0,46 км/км². Общая минерализация составляет от 200 мг/л в половодье до 700 мг/л в межень.

## Данные водного реестра
По данным государственного водного реестра России относится к Нижневолжскому бассейновому округу, водохозяйственный участок реки — Большой Черемшан от истока и до устья. Речной бассейн реки — Волга от верхнего Куйбышевского водохранилища до впадения в Каспий.
Код в Государственном водном реестре — 11010000412112100004872.